# Giorgi Arseniszwili
Giorgi (Gia) Arseniszwili (gruz. გიორგი (გია) არსენიშვილი; ur. 5 stycznia 1942 w Chirsie, zm. 17 listopada 2010 w Tbilisi) – gruziński matematyk, dyplomata i polityk, minister stanu Gruzji (faktyczny premier) od 11 maja 2000 do 21 grudnia 2001 z ramienia Unii Obywatelskiej Gruzji.
Ukończył matematykę na Tbiliskim Uniwersytecie Państwowym. Skończył także studia podyplomowe na Kijowskim Instytucie Matematyki w 1970, a od 1973 do 1974 odbywał staż zawodowy na Uniwersytecie w Heidelbergu. Następnie został wykładowcą na Alma Mater, gdzie od 1978 do 1982 kierował departamentem cybernetyki i matematyki stosowanej, a od 1981 do 1997 metod matematycznych.
W 1995 został wysłannikiem prezydenta Eduarda Szewardnadze w regionie Kachetii, pełniąc funkcję do 2000. Po kolejnym zwycięstwie Szewardnadze w wyborach prezydenckich w kwietniu 2000 mianowany na funkcję premiera, którą pełnił od maja 2000 do grudnia 2001. Reprezentował opcję prorosyjską. Uznawano go za kompromisowego kandydata dla ustępującego premiera Waży Lortkipanidze i przewodniczącego parlamentu Zuraba Żwani. W 2001 rząd stracił większość parlamentarną, a Szewardnadze zaczął tracić zaufanie społeczne, wskutek czego prezydent odwołał najpierw część ministrów, a następnie w listopadzie 2001 cały rząd. Kolejnym premierem desygnowano Awtandila Dżorbenadze. Za jego kadencji z kręgów związanych z Szewardnadze odeszło kilku młodych polityków rozczarowanych brakiem walki z korupcją, między innymi Żurab Żwania i Micheil Saakaszwili.
W 2001 Arseniszwili został ambasadorem Gruzji w Austrii, Słowenii, Czechach, na Węgrzech i Słowacji. Pełnił następnie od 2004 do 2006 funkcję członka rady nadzorczej największej gruzińskiej firmy telekomunikacyjnej i od 2006 do 2007 państwowych kolei. W 2008 uzyskał mandat z ramienia Zjednoczonego Ruchu Narodowego, w parlamencie przewodniczył Komisji Praw Człowieka. Zmarł z powodu zawału serca; pochowano go w panteonie zasłużonych Gruzinów.
Był żonaty, miał dwójkę dzieci i dwójkę wnuków.